# Hedda Krausz Sjögren
Hedda Hedvig Elisabeth Krausz Sjögren, född Hedvig Elisabeth Sjögren 26 juni 1970 i Råsunda församling, Stockholm, är en svensk skådespelare, regissör, dramatiker och teaterproducent, främst känd för flera samhällsengagerande dokumentärteaterprojekt. I februari 2017 utsågs hon till Sveriges första kulturråd vid Sveriges ambassad i Pretoria, Sydafrika.

## Biografi
Hedda Krausz Sjögren är uppvuxen i Stockholm och bodde i USA 1991–1999, där studierna resulterande i en Bachelor of Arts från Bennington College i Vermont och skådespelarutbildning med Master of Fine Arts vid University of Washington i Seattle. Åter i Sverige startade hon 2001 konsult- och produktionsbolaget Hedda Produktion AB och har medverkat i Unga Klaras ensemble som skådespelare och pedagog, bland annat i Suzanne Ostens uppsättning av Euripides Alkestis 2006. Hon har även skrivit, producerat och spelat huvudrollerna i den turnerande monologen Känner ni doften av råg? (1998–2002), Glauke är i dag (2002) och Mina violer, din mustasch (2003).
Hon har undervisat på bland annat Teaterhögskolan i Stockholm, på Svenska Institutets ledarskapsprogram och Ledarinstitutet. 

### Voices – dokumentärteaterprojekt
År 2007 inledde Hedda Krausz Sjögren arbetet med en ny typ av dokumentära teaterproduktioner, utgående från olika människors berättelser och erfarenheter och i flera fall framförda i dramatiserad form som läsningar av olika inbjudna personer från olika delar av samhället i Sverige och internationellt. Föreställningarna åtföljes av olika slags sidoprogram på olika platser i samverkan med en stor mängd organisationer och samhällsparter i syfte att inspirera till en gemensam samhällelig process av ny utveckling och problemlösning utifrån föreställningarnas teman. 
- Seven, den första av dessa produktioner, baserar sig på sju samtida kvinnorätt- och människorättskämpar från Nigeria, Afghanistan, Guatemala, Ryssland, Pakistan, Nordirland respektive Kambodja. Det är sju monologer sammanflätade till ett flöde dramatiserade av de amerikanska dramatikerna Paula Cizmar, Catherine Filloux, Gail Kriegel, Carol K. Mack, Ruth Margraff, Anna Deavere Smith och Susan Yankowitz, då projektet har sitt ursprung i USA i samverkan med Vital Voices Global Partnership.[4] Sedan 2009 har Seven producerats på drygt 250 platser i mer än 30 länder som Mazar-e-Sharif, Afghanistan, i EU-parlamentet och i NATOs högkvarter i Bryssel, i S:t Petersburg samt i Istanbul, Belgrad och i Nigerias huvudstad Abuja. På varje plats framförs texten på landets språk av sju utvalda personer, såsom ledande politiker, kultur- och idrottspersonligheter, militärer, religionsföreträdare etc; totalt över 1200 medverkande.[5] Projektet genomförs i samverkan med Riksteatern och Svenska Institutet.

- En värld att leva i är skriven tillsammans med Jonas Jarl på uppdrag av Riksteatern och uruppfördes runt om i Sverige vid Amnesty Internationals 50-årsjubileum år 2011. Den baserar sig på fyra personer engagerade i Amnestys arbete för mänskliga rättigheter; en lärare, en sekreterare, en författare och en sjuksköterska. Bland de som medverkat i föreställningarna återfinns Theodor Kallifatides, Anna-Lena Brundin Bergelin, Emil Jensen, KG Hammar och Gnučči.

- Kriget har inget kvinnligt ansikte är en dramatisering av Svetlana Aleksijevitjs dokumentärroman om de hundratusentals kvinnor som tjänstgjorde utan uppmärksammande under sovjetiska krig. Pjäsen skrevs av Krausz Sjögren och Jonas Jarl, hade premiär under Nordiskt forum 2014 och har därefter bland annat spelats på Dramaten. Pjäsen åtföljdes av samtal med kvinnliga flyktingar i Sverige med egna krigserfarenheter.

- Den tomma stolen av Krausz Sjögren och Jonas Jarl handlar om tio människorättsaktivister från olika länder, alla mottagare av Per Anger-priset. Pjäsen har turnerat i svenska skolor i samarbete med Forum för levande historia och Afrikagrupperna.

- Romska röster av Krausz Sjögren fick premiär i juni 2016 på beställning av svenska regeringens samordnare för romsk inkludering i det svenska samhället. Den bygger på samtal med fem olika romer i Sverige om deras erfarenheter och tankar.

## Priser och utmärkelser
- 2001 – Byggnadsarbetareförbundets Kulturstipendium
- 2001 – Skapande Människa, Riksbankens jubileumsfond; för ett ”precist, intelligent och humorfyllt sceniskt språk med ett starkt personligt uttryck i en förening av flera konstarter och   teatertraditioner.”
- 2010 – Riksteaterns Stipendium
- 2011 – Hans Ullbergs stipendium; för bland annat “hennes obändiga optimism och idoga strävan att med teatern som verktyg levandegöra demokrati och mänskliga rättigheter”.

## Teater

### Roller (ej komplett)
| År   | Roll | Produktion | Regi | Teater      |
| ---- | ---- | --- | ---- | ----------- |
| 2009 |      | Seven Paula Cizmar, Catherine Filloux, Gail Kriegel, Carol K. Mack, Ruth Margraff, Anna Deveare-Smith, Susan Yankowitz |      | Riksteatern |